# Dimorphorchis
Dimorphorchis é um género botânico pertencente à família das orquídeas (Orchidaceae).